# Франц Поглајен
Франц Поглајен Крањц (Литија, код Љубљане, 25. август 1916 — Љубљана, 11. октобар 1999) био је учесник Народноослободилачке борбе, генерал-пуковник Југословенске народне армије и народни херој Југославије.

## Биографија
Поглајен је рођен 25. августа 1916. године у месту Литија, код Љубљане. Основну и средњу школу је похађао у родном крају. Отац му је радио као путар, а цела његова породица је привремено радила у Освободилној фронти. У периоду пре рата Франц је постао подофицир Југословенске војске.
После пораза југословенске војске, априла 1941. године, Франц је побегао из логора у Нишу и вратио се кући. Након тога се повезао са руководством Народноослободилачког покрета и почео да учествује у организовању Освободилне фронте у свом крају. Убрзо је створио велики углед међу антифашистима, тако да је већ у октобру изабран за председника одбора Освободилне фронте у литијском крају, касније изабран је и за команданта Народне заштите Литијског округа. Маја 1942. године је ступио у Другу групу одреда са своја два брата, затим је учествовао у свим борбама које су те јединице водиле.
Јула 1942. године Франц је постао командант Првог батаљона Друге групе одреда. Након остварених победа у борбама његовог батаљона на Јеловици и успешног продора преко Камнишких планина и Корушке у Штајерску, Франц је исте године заслужено стекао велико признање, његов батаљон је носио његово име. Из тог периода су познате борбе које је он водио са својим јединицама против немачких снага.
Када је Крањчев батаљон отишао на Похорје, у штаб Друге групе одреда, упутио је Франца као искусног војног руководиоца у Засавље да тамо помогне у организовању оружаних јединица НОВ. За кратко време је организовао нови Засавски батаљон, у коме је и постао командант. Касније, након што су Немци извршили офанзиву на Штајерску, његов батаљон је важио за најјаче партизанске снаге у Штајерској. Извршена је масовна мобилизација људи за партизанске јединице. Нарочито су познате борбе у којима је он учествовао: на Долу, Моравчи, Шпику, Костојанској планини и још многе друге.
Половином јуна 1943. године Франц је постао командант Камнишко-засавског одреда, а када је 6. августа 1943. године формирана Шландерова бригада, постао је начелник штаба бригаде. За време пребацивања бригаде у Долењску, Франц се истакао одличним и вештим командовањем. Бригада је била у саставу 15. дивизије, у којој је убрзо постао начелник штаба.
Када је капитулирала Италија, у Штајерској је било пет позадинских чета. Као командант Четврте оперативне зоне, он је пошао у Штајерску да организује оперативне јединице. Октобра 1943. учествовао је у поновном формирању 6. словеначке бригаде „Славко Шландер”, која је дала кадар за Похорски НОП одред, те Корушки и Козјански батаљон. Јединице које је организовао са својим друговима су постале веома снажне у Штајерској. Касније су ослободиле и велика подручја Словеније. У августу 1944. године упућен је у Долењску и постављен за команданта Седмог корпуса НОВЈ. На тој је функцији остао до краја рата. Поред осталог, у јануару, фебруару и марту 1945. води велике борбе на Крки за одбрану ослобођене територије, у Сухој Крајини, у Кочевском рогу, приликом разбијања белогардистичких јуришних јединица. Води и завршне операције 7. корпуса, у склопу Четврте армије, за ослобођење Кочевја, Рибнице, Великих Лашћа, Вишње горе, Гросупља и Љубљане.
Године 1951. постао је генерал-пуковник ЈНА, и 20. децембра 1951. бива одликован Орденом народног хероја. Након тога постао је и савезни посланик. Студирао је 1947—1948. на Војној академији „Фрунзе” у Совјетском Савезу, а 1948—1957. био начелник одељења у Генералштабу ЈНА, 1957—1959. помоћник команданта армије, 1959—1961. командант Школског центра, 1961—1963. начелник Више академије копнене војске, 1963—1965. начелник управе у Генералштабу, 1965—1968. командант војног подручја Ријека, 1968. начелник Академије народне одбране. Године 1969—1971. био је командант армије, а затим, до 1976. године, на служби у Савезном секретаријату народне одбране, када је пензионисан као генерал-пуковник.
У Литији је надгледао рад Окружног комитета активиста Ослободилачког фронта.
Поводом своје деведесетогодишњице, Фондација Villa Litta Litija дала му је коверту са пригодним поштанским жигом.
Његов споменик стоји испред апотеке на Тргу слободе.

## Одликовања
- Орден народног хероја
- Орден ратне заставе
- Орден партизанске звезде са златним венцем
- Орден заслуга за народ са златном звездом
- Орден братства и јединства са златним венцем
- Орден за храброст
- Партизанска споменица 1941.